# Choanatiara gracilis
Choanatiara gracilis är en svampart som beskrevs av Nag Raj 1984. Choanatiara gracilis ingår i släktet Choanatiara, divisionen sporsäcksvampar och riket svampar.   Inga underarter finns listade i Catalogue of Life.